# Випсания Пола
Вижте пояснителната страница за други личности с името Випсания.
Випсания Пола (на латински: Vipsania Polla) е римска благородничка, сестра на Марк Випсаний Агрипа, римски генерал и държавник, приятел на император Август.

## Биография
Произлиза от плебейската конническа фамилия Випсании, клон Агрипа. Нищо не се знае майка ѝ, дъщеря е на Луций Випсаний Агрипа Старши, сестра на Луций Випсаний Агрипа Младши и Марк Випсаний Агрипа.
Пола живее по времето на Римската република и по времето на първия римски император Октавиан Август. Въпреки че тази римска жена е матрона, малко се знае за живота на Випсания Пола. Всичко известно за нея, е че завършва изграждането на монумента Porticus Vipsania – колонада на която е изложена карта на територията на римската империя гравирана в мрамор.
Нейния брат Марк Агрипа започва изграждането на тази карта, но не успява да я завърши заради неочакваната му смърт през 12 пр.н.е. Всеки който напускал Рим по Виа Фламиния, можел да види тази карта и да разбере колко голяма е империята, а когато се минело и покрай Ara Pacis, можело да се разбере че тази империя дължи всичко на Октавиан Август и неговия добър приятел Агрипа.
Въпреки че Porticus Vipsania не е оцеляла, описанието на картата е посочено в „Естествена История“ на Плиний Стари и в „Пойтингеровата карта“.
Има предположения, че Випсания Пола е жената, която е омъжена за Квинт Хатерий и е майка на Децим Хатерий Агрипа, а не нейната племенница. Пола вероятно умира през 7 пр.н.е.

### Цитирана литература

#### Класически автори
- Плиний Стари. „Естествена История“ //  Книги 3 и 6.   Loeb Classical Library. (на латински)

#### Модерни автори
- Лендеринг, Йона. Marcus Vipsanius Agrippa: Roman politician, friend of the emperor Augustus //   Livius, 2020. (на английски)
- Powell, Lindsay. Marcus Agrippa: Right-hand Man of Caesar Augustus.   Pen and Sword, 2015. ISBN 9781473853812. (на английски)
- Wright, Frederick Adam. Marcus Agrippa: Organizer of Victory.   New York, E.P. Dutton & Company, 1937. (на английски)
- Diederich, Silke. The Impact of the Roman Empire on Landscapes //  . Т. 41.   BRILL, 2021. ISBN 9789004411449. (на английски)
- Таривердиева, Сабина. Децим Гатерий Агриппа (консул 22 г.н.э.): происхождение и родство с императорским домом //   № 1.   в-к „Древней Истории“, 2014. с. 88 – 101. (на руски)
- Hoffsten, Ruth Bertha. Roman women of rank of the early empire in public life as portrayed by Dio, Paterculus, Suetonius, and Tacitus //   Philadelphia, 1939. (на английски)